# Eishockey-Regionalliga 1975/76
Die Eishockey-Regionalliga 1975/76 wurde, im Gegensatz zum Vorjahr, in drei Gruppen ausgespielt. Aus der bisherigen Regionalliga Nord entstand die altgediente Regionalliga Nord und die neue Regionalliga West, die entsprechend aufgestockt wurden.
Meister wurde der SC Reichersbeuern, der jedoch auf den Aufstieg verzichtete. Stattdessen stiegen der Schwenninger ERC sowie TuS Geretsried und der ERC Sonthofen in die Oberliga Süd und der Neusser SC in die Oberliga Nord auf.

## Regionalliga Nord

### Teilnehmer und Modus
Alle zehn Teilnehmer spielten eine Doppelrunde. Der Sieger der Liga trat in zwei Relegationsspielen, um den Aufstieg in die Oberliga Nord, gegen den Sieger der Regionalliga-West an. Der Sieger der Relegation durfte im folgenden Finale gegen den Sieger der Regionalliga Süd um die Regionalliga-Meisterschaft antreten. Die Mannschaften der Oberligisten FASS Berlin und EHC Nord Berlin waren zur neuen Eishockeyabteilung des BFC Preussen fusioniert. Die bisherige 2. Mannschaft des FASS wurde zur ersten Mannschaft und stieg in die Regionalliga auf. Der SC Altenau ersetzte die EG Oberharz. Neu in der Liga war der TV Jahn Wolfsburg, der ebenfalls in Altenau spielte, und die Eissportgemeinschaft Wedding aus Berlin.
- Altonaer SV
- HTSV Bremen
- FASS Berlin (Neuling)
- EG Wedding Berlin (Neuling)
- TV Jahn Wolfsburg (Neuling)
- SC Altenau (Neuling)

Die Mannschaften aus Braunlage, Lauterbach und Ludwigshafen traten in der neuen Regionalliga West an.

### Tabelle
|    | Mannschaft            | Sp | S  | U | N  | Tore  | Diff. | Pkte |
| -- | --------------------- | -- | -- | - | -- | ----- | ----- | ---- |
| 1. | Altonaer SV           | 10 | 10 | 0 | 0  | 95:20 | +75   | 20   |
| 2. | FASS Berlin (N)       | 10 | 8  | 0 | 2  | 79:43 | +36   | 16   |
| 3. | HTSV Bremen           | 10 | 4  | 0 | 6  | 54:44 | +10   | 8    |
| 4. | SC Altenau (N)        | 10 | 3  | 1 | 6  | 57:70 | −23   | 7    |
| 5. | EG Wedding Berlin (N) | 10 | 3  | 1 | 6  | 29:65 | −36   | 7    |
| 6. | TV Jahn Wolfsburg (N) | 10 | 0  | 0 | 10 | 19:99 | −80   | 0    |

Abkürzungen: Sp = Spiele, S = Siege, U = Unentschieden, N = Niederlagen, (N) = Neuling/Aufsteiger 
Teilnehmer Relegation

## Regionalliga West

### Modus und Teilnehmer
Für Mannschaften aus dem Westen der BRD wurde die Regionalliga West neu geformt. Die ersten sieben Teilnehmer traten in einer Einfachrunde an. Die besten vier Mannschaften dieser Hauptrunde qualifizierten sich für die Meisterrunde. Der Sieger der Meisterrunde war für die Relegation um den Aufstieg in die Oberliga Nord qualifiziert und spielte dort gegen den Sieger der Regionalliga-Nord und die Teilnahme am RL-Finale gegen den Sieger der Regionalliga Süd.
Zu den Neulingen gesellten sich die Mannschaften aus Braunlage, Lauterbach und Ludwigshafen, die in der Vorsaison noch in der Regionalliga Nord spielten.
- WSV Braunlage
- VERC Lauterbach
- ERC Ludwigshafen
- GSV Moers (Neuling)
- Neusser SC (Neuling)
- ESC Soest (Neuling)
- HC Zweibrücken (Neuling)

### Hauptrunde
|    | Mannschaft          | Sp  | S  | U | N  | Tore   | Diff. | Pkte |
| -- | ------------------- | --- | -- | - | -- | ------ | ----- | ---- |
| 1. | Neusser SC (N)      | 12  | 11 | 0 | 1  | 120:38 | +82   | 22   |
| 2. | WSV Braunlage       | 12  | 10 | 0 | 2  | 121:38 | +83   | 20   |
| 3. | VERC Lauterbach (M) | 12  | 7  | 0 | 5  | 57:58  | −1    | 14   |
| 4. | HC Zweibrücken (N)  | 111 | 5  | 0 | 6  | 62:78  | −16   | 10   |
| 5. | GSV Moers (N)       | 12  | 4  | 0 | 8  | 50:89  | −39   | 8    |
| 6. | ERC Ludwigshafen    | 111 | 3  | 0 | 8  | 50:76  | −27   | 6    |
| 7. | ESC Soest (N)       | 12  | 1  | 0 | 11 | 36:119 | −83   | 2    |

Abkürzungen: Sp = Spiele, S = Siege, U = Unentschieden, N = Niederlagen, (M) = Meister der Vorsaison, (N) = Neuling/Aufsteiger 
Teilnehmer Meisterrunde
1 Ein Spiel wurde nicht ausgetragen.

### Meisterrunde
|    | Mannschaft      | Sp | S | U | N | Tore  | Diff. | Pkte |
| -- | --------------- | -- | - | - | - | ----- | ----- | ---- |
| 1. | Neusser SC      | 6  | 6 | 0 | 0 | 60:21 | +39   | 12   |
| 2. | WSV Braunlage   | 6  | 2 | 1 | 3 | 43:35 | +8    | 5    |
| 3. | VERC Lauterbach | 6  | 2 | 1 | 3 | 31:37 | −6    | 5    |
| 4. | HC Zweibrücken  | 6  | 1 | 0 | 5 | 26:67 | −41   | 2    |

Abkürzungen: Sp = Spiele, S = Siege, U = Unentschieden, N = Niederlagen 
Teilnehmer Relegation

## Relegation zum Aufstieg in die Oberliga Nord
| Paarung                  | Gesamt | Hinspiel | Rückspiel |
| ------------------------ | ------ | -------- | --------- |
| Altonaer SV - Neusser SC | 9-22   | 5:14     | 4:8       |

Der Neusser EC war somit sportlicher Aufsteiger in die Oberliga Nord und für die Meisterschaftsspiele gegen den Sieger der RL-Süd qualifiziert.

## Regionalliga Süd

### Modus und Teilnehmer
Der DEC Frillensee Inzell war in die Oberliga Süd aufgestiegen. Da sich der EV Fürstenfeldbruck aus der Oberliga bis in die Bayernliga zurückgezogen hatte, gab es keinen sportlichen Absteiger aus der Oberliga. Der EV Berchtesgaden war aus der Regionalliga abgestiegen. Dadurch gab es vier Aufsteiger aus der Bayernliga.
- TuS Geretsried
- EC Holzkirchen
- EC Oberstdorf
- TSV Schliersee
- Schwenninger ERC
- ERC Sonthofen
- EV Bad Wörishofen (Aufsteiger)
- SV Hohenfurch (Aufsteiger)
- TSV Lechbruck (Aufsteiger)
- SC Reichersbeuern (Aufsteiger)

### Tabelle
|     | Mannschaft            | Sp | S  | U | N  | Tore   | Diff. | Pkte |
| --- | --------------------- | -- | -- | - | -- | ------ | ----- | ---- |
| 1.  | SC Reichersbeuern (N) | 18 | 13 | 2 | 3  | 127:58 | +59   | 28   |
| 2.  | Schwenninger ERC      | 18 | 13 | 0 | 5  | 112:88 | +24   | 26   |
| 3.  | TuS Geretsried        | 18 | 12 | 0 | 6  | 87:87  | +9    | 24   |
| 4.  | ERC Sonthofen         | 18 | 10 | 3 | 5  | 127:52 | +75   | 23   |
| 5.  | EV Bad Wörishofen (N) | 18 | 8  | 4 | 6  | 77:69  | +8    | 20   |
| 6.  | SV Hohenfurch (N)     | 18 | 9  | 0 | 9  | 95:81  | +14   | 18   |
| 7.  | EC Oberstdorf         | 18 | 6  | 3 | 9  | 84:111 | −27   | 15   |
| 8.  | TSV Lechbruck (N)     | 18 | 5  | 3 | 10 | 92:106 | −14   | 13   |
| 9.  | EC Holzkirchen        | 18 | 3  | 2 | 13 | 71:124 | −53   | 8    |
| 10. | TSV Schliersee        | 18 | 2  | 1 | 15 | 41:146 | −105  | 5    |

Abkürzungen: Sp = Spiele, S = Siege, U = Unentschieden, N = Niederlagen, (N) = Neuling/Aufsteiger 
Aufsteiger in die Oberliga Süd
Der SC Reichersbeuern verzichtete auf den Aufstieg, nahm aber an den Spielen um die Regionalligameisterschaft teil. Durch die kurzfristige Aufstockung der 2. Bundesliga rückten neben Schwenningen auch Geretsried und Sonthofen in die Oberliga nach. Dadurch verblieb der TSV Schliersee in der Regionalliga.

## Regionalligameisterschaft
| Paarung                        | Gesamt | Hinspiel | Rückspiel |
| ------------------------------ | ------ | -------- | --------- |
| Neusser SC - SC Reichersbeuern | 10-19  | 5:6      | 5:13      |

Dem SC Reichersbeuren gelang somit sein bisher größter Vereinserfolg, die erste Regionalliga-Meisterschaft.